# Ванди (коммуна)
Ванди́ (фр. Vandy) — коммуна во Франции, находится в регионе Шампань — Арденны. Департамент коммуны — Арденны. Входит в состав кантона Вузье. Округ коммуны — Вузье.
Код INSEE коммуны — 08461.
Коммуна расположена приблизительно в 185 км к востоку от Парижа, в 60 км северо-восточнее Шалон-ан-Шампани, в 38 км к югу от Шарлевиль-Мезьера.

## Население
Население коммуны на 2008 год составляло 176 человек.
| 1962 | 1968 | 1975 | 1982 | 1990 | 1999 | 2008 |
| ---- | ---- | ---- | ---- | ---- | ---- | ---- |
| 206  | 228  | 227  | 230  | 228  | 212  | 176  |

## Администрация
| Период | Период | Фамилия      | Партия | Должность |
| ------ | ------ | ------------ | ------ | --------- |
| 1971   | 1983   | Жюльен Пьер  |        |           |
| 1983   | 1995   | Альфред Дарк |        |           |
| 1995   | 2007   | Кармен Локар |        |           |
| 2008   |        | Мишель Аден  |        |           |

## Экономика
В 2007 году среди 118 человек в трудоспособном возрасте (15—64 лет) 80 были экономически активными, 38 — неактивными (показатель активности — 67,8 %, в 1999 году было 75,2 %). Из 80 активных работали 72 человека (38 мужчин и 34 женщины), безработных было 8 (4 мужчины и 4 женщины). Среди 38 неактивных 5 человек были учениками или студентами, 21 — пенсионерами, 12 были неактивными по другим причинам.

## Достопримечательности
- Церковь Сен-Реми в романском стиле. Восстановлена в 1948—1958 годах.

## Фотогалерея
- Мэрия
- Карта коммуны